# Madhepura
Madhepura ist eine Stadt im indischen Bundesstaat Bihar. Die Stadt ist Teil der antiken Region Mithila.
Die Stadt ist Verwaltungssitz des gleichnamigen Distrikts. Madhepura liegt nahe der Grenze zu Nepal und ca. 284 km von Bihars Hauptstadt Patna entfernt. Madhepura hat den Status eines City Council (Nagar parishad). Die Stadt ist in 26 Wards (Wahlkreise) gegliedert. Der Nagar parishad Madhepura hatte am Stichtag der Volkszählung 2011 54.472 Einwohner, von denen 28.980 Männer und 25.492 Frauen waren.
Die Bahnstation Madhepura ist Teil der Sektion Purnia-Saharsa-Samastipur. Es fahren direkte Züge nach Patna, Darbhanga, Katihar, Ranchi, Delhi und Kolkata.